# Home (альбом Sevendust)
Home (с англ. — «Дом») — второй студийный альбом американской метал-группы Sevendust, выход которого состоялся 24 августа 1999 года на лейбле TVT Records. Альбом дебютировал на 19-м месте в Billboard 200 и оставался там в течение четырнадцати недель. Home был сертифицирован как «золотой диск» 18 мая 2000 года Американской ассоциации звукозаписывающих компаний. Альбом включает в себя 13 треков, релиз в Японии 16 треков, а также два трека с участием артистов, которые не являются участниками Sevendust. С альбома было выпущено три сингла, два из которых достигли позиций чартах Billboard Mainstream Rock Tracks и Modern Rock Tracks. Песня «Waffle» была одной из саундтреков фильма 2001 года Приземлённый, а песня «Denial» была использована в видеоигре 2001 года ATV Offroad Fury.

## Список композиций
| №                   | Название                                                | Автор(ы)            | Длительность |
| ------------------- | ------------------------------------------------------- | ------------------- | ------------ |
| 1.                  | «Home»                                                  |                     | 3:34         |
| 2.                  | «Denial»                                                |                     | 4:19         |
| 3.                  | «Headtrip»                                              |                     | 3:09         |
| 4.                  | «Insecure»                                              | Lowery              | 1:02         |
| 5.                  | «Reconnect»                                             |                     | 3:38         |
| 6.                  | «Waffle»                                                |                     | 3:29         |
| 7.                  | «Rumble Fish» (трек позже известен как «Assdrop»)       |                     | 3:23         |
| 8.                  | «Licking Cream» (совместно с музыкантом Skin)           |                     | 3:19         |
| 9.                  | «Grasp»                                                 |                     | 4:23         |
| 10.                 | «Crumpled»                                              |                     | 3:27         |
| 11.                 | «Feel So»                                               |                     | 3:37         |
| 12.                 | «Grasshopper»                                           |                     | 0:09         |
| 13.                 | «Bender» (совместно с Чино Морено и Троем Маклоухорном) |                     | 3:45         |
| Общая длительность: | Общая длительность:                                     | Общая длительность: | 41:09        |

| №   | Название                   | Длительность |
| --- | -------------------------- | ------------ |
| 14. | «Black» (Live)             | 4:13         |
| 15. | «Speak» (Live)             | 3:26         |
| 16. | «Too Close to Hate» (Live) | 4:04         |

| №   | Название | Длительность |
| --- | -------- | ------------ |
| 14. | «Fall»   | 5:22         |

## Участники записи
Информация взята из буклета альбома.

### Sevendust
- Ладжон Уизерспун — вокал
- Клинт Ловери — соло-гитара, бэк-вокал
- Джон Коннолли — ритм-гитара
- Винни Хорнсби — бас-гитара
- Морган Роуз — барабаны, бэк-вокал

### Дополнительные музыканты
- Skin[англ.] — дополнительный вокал «Licking Cream»
- Чино Морено — дополнительный вокал «Bender»[9]
- Трой Маклоухорн — гитара «Bender»

### Технический персонал
- Джей Джей Френч — исполнительный продюсер
- Тоби Райт — продюсер, звуковой инженер
- Джастин Уолден — цифровой монтаж
- Джонатан Лери — ассистент
- Роберт «Джесс» Хендерсон — ассистент
- Энди Уоллес — микширование
- Стив Сиско — сведение
- Стивен Маркуссен — мастеринг

### Творческий персонал
- Мишель Муноз-Дорна — арт-дизайн
- Роджер Горман — арт-дизайн
- Робен Гловский — руководство дизайна
- Джон Джип — фотография
- Каролин Грейшок — фотография
- Яна Леон — фотография
- Нейл Злозовер — фотография

## Позиции в чартах
| Год  | Чарт                   | Высшая позиция | Прим.         |
| ---- | ---------------------- | -------------- | ------------- |
| 1999 | Billboard 200          | 19             | [ 10 ] [ 11 ] |
| 1999 | Top Internet Albums    | 16             | [ 11 ]        |
| 2000 | Top Independent Albums | 10             | [ 11 ]        |
| 2000 | Top New Zealand Albums | 26             |               |

| Год  | Песня    | Чарт                   | Высшая позиция | Прим.  |
| ---- | -------- | ---------------------- | -------------- | ------ |
| 1999 | «Denial» | Mainstream Rock Tracks | 14             | [ 12 ] |
| 1999 | «Denial» | Modern Rock Tracks     | 26             | [ 12 ] |
| 2000 | «Waffle» | Mainstream Rock Tracks | 23             | [ 12 ] |
| 2000 | «Waffle» | Modern Rock Tracks     | 30             | [ 12 ] |

## История релиза
| Страна | Дата | Лейбл         | Формат | Каталог   | Прим.  |
| ------ | ---- | ------------- | ------ | --------- | ------ |
| США    | 1999 | Epic          | CD     | 4961579   | [ 1 ]  |
| США    | 1999 | TVT           | CS     | 5820      | [ 1 ]  |
| Япония | 2000 | Import        | CD     | 87210     | [ 13 ] |
| США    | 2000 | Festival      | CD     | 12986     | [ 1 ]  |
| США    | 2000 | Toy's Factory | CD     | TFCK87210 | [ 1 ]  |
| Япония | 2002 | Dream On      | CD     | 7009      | [ 13 ] |
| США    | 2002 | Dream On      | CD     | DOR-7009  | [ 1 ]  |